# Mangrovebossen van Guinee
De Mangrovebossen van Guinee (Engels: Guinean mangroves) vormen een ecoregio in de West-Afrikaanse landen Senegal, Gambia, Guinee-Bissau, Guinee-Conakry, Sierra Leone, Liberia en Ivoorkust.

## De ecoregio
De ecoregio bevindt zich langs de kusten van West-Afrika en bestaat uit mangrovebossen en -moerassen langs rivieren en estuaria nabij de Atlantische Oceaan. Deze gebieden kunnen zich tot 160 kilometer landinwaarts uitstrekken. In Senegal wordt de ecoregio aangetroffen in de deltagebieden van de rivieren de Saloum en de Casamance. In Gambia in het lager gelegen stroomgebied van de Gambia-rivier en in Guinee-Bissau bestrijkt de ecoregio een groot deel van de kuststrook, inclusief de rivieren de Cacheu en de Mansoa. In Guinee bevindt zich de ecoregio in het noorden van het land en in Sierra Leone een groot deel van de kust, inclusief de rivier de Sherbro. Verder bevinden zich in de landen Liberia en Ivoorkust ook nog enkele gebieden die tot deze ecoregio behoren. De ecoregio strekt zich naar het oosten uit tot aan de zogenaamde Dahomey Gap, een belangrijke ecologische barrière die de regenwouden van West- en Centraal-Afrika scheidt.
Mangroven gedijen op vlakke kustinhammen en estuaria waar de getijden van de oceaan er voor zorgt dat warm zout water hoog stroomopwaarts gestuwd wordt, in deze ecoregio tot 100 kilometer. Dit is bijvoorbeeld het geval bij de Cacheu-rivier van Guinee-Bissau. Binnen deze ecoregio zijn enkele nationale parken, waaronder Nationaal park van de Saloum-delta en Nationaal park Basse-Casamance in Senegal, Nationaal park Niumi in Gambia, en het Tarafes de Cacheu Natural Park in Guinee-Bissau.

## Flora

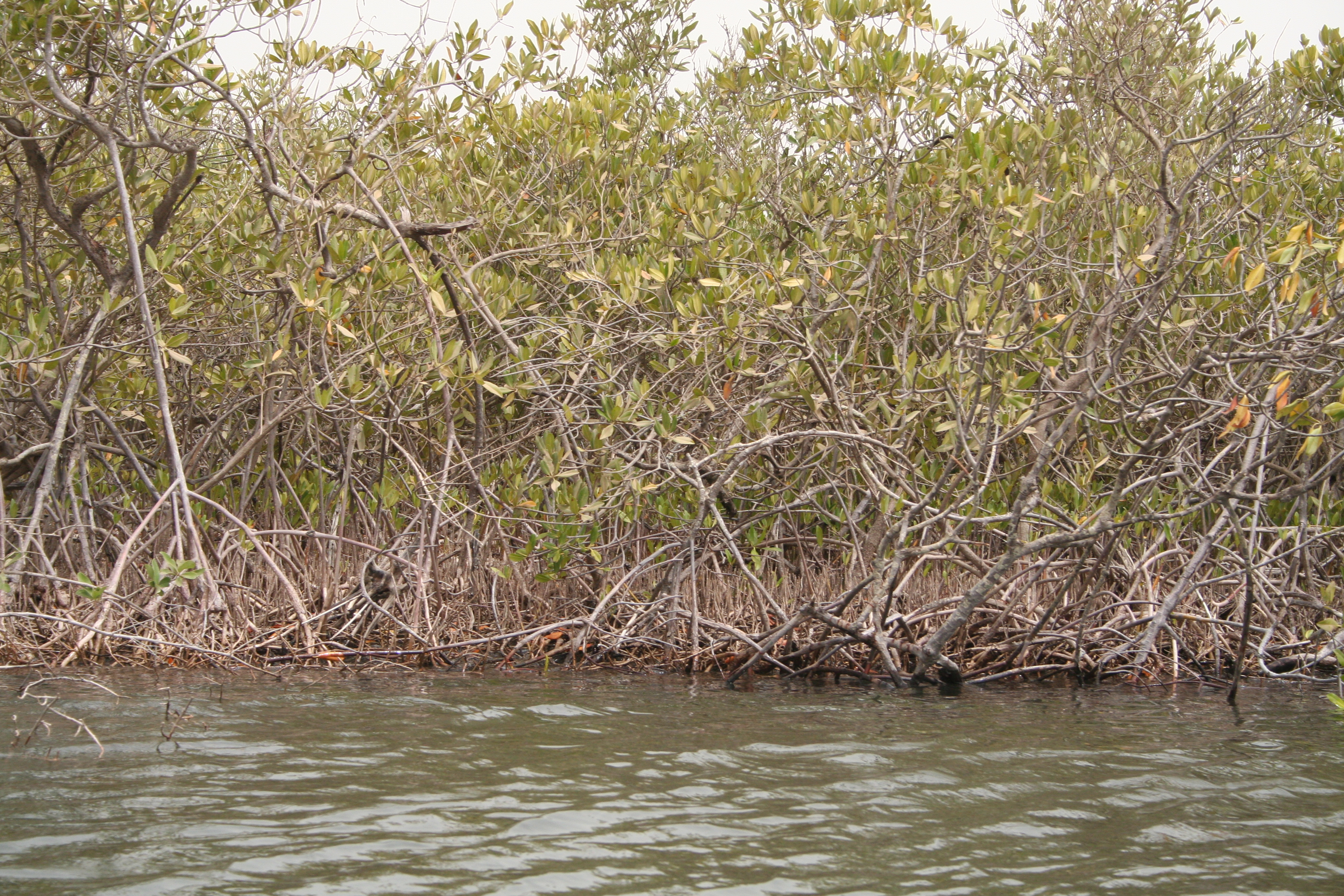
Rhizophora spp. in het Nationaal park van de Saloum-delta

De mangrovebossen hebben een gevarieerde samenstelling van soorten uit het geslacht Rhizophora, met daarbij de soorten witte mangrove (Laguncularia racemosa) en Conocarpus erectus. Laatstgenoemde soorten kunnen tot 10 meter hoog groeien te midden van grotere gebieden die bestaan uit soorten uit de geslachten Rhizophora en Avicennia. De hoogste bomen kunnen een groeihoogte van 40 meter bereiken en vormen het equivalent van galerijbossen langs de kreken, terwijl de modderplaten tussen de kreken bomen van veel kortere hoogte heeft. De binnenrand van het bos is bedekt met grassen, varens en zoutminnende planten. De flora in de ecoregio is echter niet zo divers als die van Oost-Afrikaanse mangrovebossen.

## Fauna
De mangrovemoerassen zijn belangrijke voedselgebieden voor vissen, vogels en zoogdieren. In en nabij de bossen komen talrijke oesters en garnalen voor. Twee hier voorkomende zoogdiersoorten zijn de West-Afrikaanse lamantijn en het dwergnijlpaard. Vogels in deze natte habitats aangetroffen worden zijn de reuzenreiger (Ardea goliath), purperreiger (Ardea purpurea), koereiger (Bubulcus ibis), mangrovereiger (Butorides striata), westelijke rifreiger (Egretta gularis), grote flamingo (Phoenicopterus roseus), kleine flamingo (Phoeniconaias minor), Afrikaanse lepelaar (Platalea alba) en de heilige ibis (Threskiornis aethiopicus). De bossen bieden ook een belangrijk leefgebied voor trekvogels.

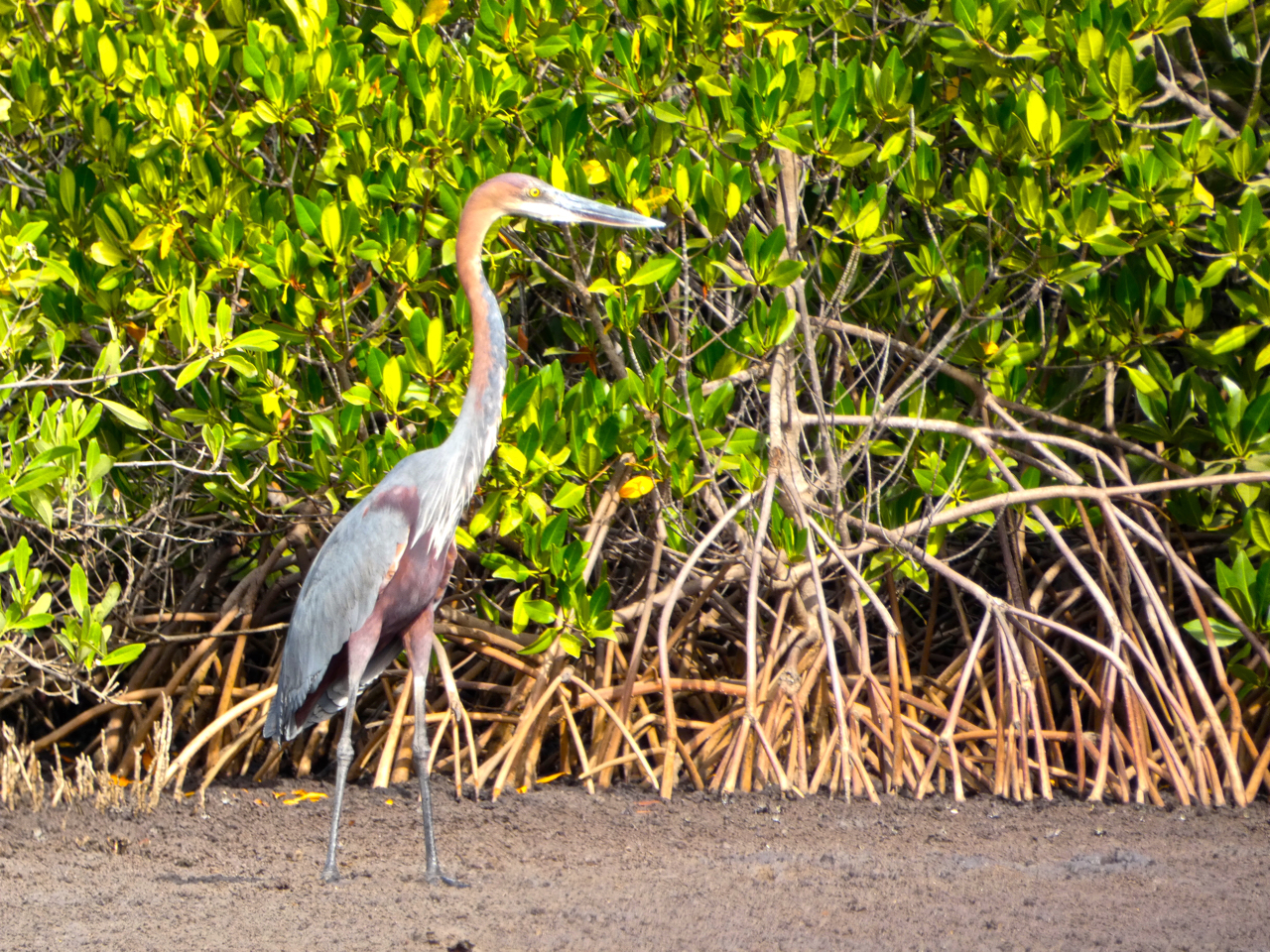
Reuzenreiger (Ardea goliath)